# Pierre-Jacques Lemonnier de La Bissachère
Pierre-Jacques Lemonnier de La Bissachère (Bourgueil, 1764 - Paris, 1er mars 1830) est un missionnaire français.

## Biographie
Prêtre, il entre au séminaire des missions étrangères et part pour le Tonkin en 1790. Il y demeure dix-sept ans et parvient à échapper aux persécutions de 1798-1802. 
La Bissachère effectue de nombreux périples à travers tout le pays et en Cochinchine, au Cambodge et au Laos. Il étudie alors autant les aspects physiques que humains. 
En faveur à la cour du roi du Tonkin, il reçoit le titre de mandarin et quitte le pays en 1807. Il s'installe alors à Londres où il travaille à la publication de ses recherches mais, ayant beaucoup perdu de la langue française, demande à un compatriote vivant aussi à Londres, Montyon, de rédiger les ouvrages. Ce dernier pratique sans son autorisation de nombreuses coupures et ajoute des éléments de son cru dans les manuscrits de La Bissachère. 
En 1817, La Bissachère rentre en France. Le duc de Richelieu le consulte alors sur les solutions possibles pour reprendre les relations commerciales avec la Cochinchine. Il finit sa vie au séminaire des missions étrangères.

## Publications
- Exposé statistique du Tonkin, de la Cochinchine, du Cambodge, Londres, 1811[1]
- Voyages aux Indes orientales avec des notions sur la Cochinchine et le Tonquin, ouvrage de Renouard de Sainte-Croix empruntant les notes de La Bissachère, 1810
- La Relation sur le Tonkin et la Cochinchine de M. de La Bissachère, texte intégral de La Bissachère, édité en 1920 par Charles Maybon.